# Polylobus

Polylobus (лат.) — род  коротконадкрылых жуков из подсемейства Aleocharinae (триба Oxypodini). Южная Америка, Австралия. Около 80 видов.

## Распространение
Встречаются, главным образом в Южном полушарии. Неотропика (56 видов, включая Мексику, Центральную и Южную Америки), Австралия (21 вид, включая Новую Зеландию).

## Описание
Мелкие коротконадкрылые жуки.
Согласно опубликованным данным, неотропические виды Polylobus обитают в цветках (Fairmaire & Germain 1861; Fauvel 1866; Klimaszewski & Sturm 1991), в то время как Австралийские виды были собраны в гнёздах общественных насекомых, в опавших и гниющих листьях, в дерновинных травяных кочках (Lea 1910, 1912). Более того, большинство южноамериканских видов Polylobus (52) найдены только в горном Андском регионе в таких странах как Венесуэла, Колумбия, Эквадор, Перу, Боливия, Чили и Аргентина. За пределами Андского региона найдены только 5 американских видов: один бразильский вид (Polylobus stigma), 3 вида из Мексики и 1 вид из Панамы.
Род был впервые выделен в 1849 году французским энтомологом Антуаном Джозефом Сольером (Antoine Joseph Jean Solier; 1792—1851) по двум видам (Polylobus maculipennis Solier, 1849 и Polylobus melanocephalus Solier, 1849) из Чили. Уникальный вид из Бразилии Polylobus stigma (Erichson, 1839) имеет долгую таксономическую историю. Первоначально его включили в состав рода Homalota Mannerheim, 1830, затем перевели в род Atheta (Microdota)  Mulsant & Rey, 1873 (Bernhauer &Scheerpeltz 1926), в Tricolpochila Bernhauer, 1908 (Pace 1987), и, наконец, с 2000 года включили в Polylobus (Pace 2000). Таксон Polylobus близок к родам Tricolpochila Bernhauer, 1908 и Polylobinus Bernhauer, 1908 и включён в номинантивную подтрибу Oxypodina из трибы Oxypodini.
- Polylobus advena Sharp, 1883
- Polylobus aemulus Pace, 2000
- Polylobus andicola Pace, 1987
- Polylobus antennarius Fauvel, 1866
- Polylobus apianus Lea, 1912
- Polylobus appendiculatus Pace, 2000
- Polylobus araucanus (Pace, 1987)
- Polylobus arrowi Bernhauer, 1935
- Polylobus aysensis Pace, 1999
- Polylobus belen Klimaszewski & Sturm, 1991
- Polylobus bicolor (Solier, 1849)
- Polylobus bipunctatus Pace, 2000
- Polylobus bogotanus Pace, 1990
- Polylobus brachypterus Lea, 1912
- Polylobus cautinensis Pace, 2000
- Polylobus chilensis (Pace, 1987)
- Polylobus chingaza Klimaszewski & Sturm, 1991
- Polylobus chisaca Klimaszewski & Sturm, 1991
- Polylobus colobopsis Lea, 1910
- Polylobus contracticornis (Scheerpeltz, 1972)
- Polylobus coxi Lea, 1910
- Polylobus curticollis Bernhauer, 1935
- Polylobus daccordii Pace, 1999
- Polylobus darwini Bernhauer, 1935
- Polylobus ectatommae Lea, 1910
- Polylobus egenus (Fauvel, 1866)
- Polylobus flavescens Sharp, 1887
- Polylobus flavicollis (W.J. MacLeay, 1871)
- Polylobus fortepunctatus Bernhauer, 1935
- Polylobus gonzalezi Pace, 1999
- Polylobus granulifer Pace, 2000
- Polylobus insecatus Fauvel, 1878
- Polylobus intrepidus Lea, 1910
- Polylobus irreptus Pace, 2000
- Polylobus klimaszewskii Pace, 2008
- Polylobus linarensis Pace, 1987
- Polylobus longipalpus Pace, 1987
- Polylobus longulus Olliff, 1886
- Polylobus luctuosus Fauvel, 1866
- Polylobus maculipennis Solier, 1849
- Polylobus marginalis Fauvel, 1866
- Polylobus mexicanus Bernhauer, 1935
- Polylobus misellus Pace, 1990
- Polylobus miser Pace, 1999
- Polylobus modestus Pace, 2000
- Polylobus monomacula Pace, 2000
- Polylobus netolitzskyi Bernhauer, 1935
- Polylobus newtoni Pace, 1999
- Polylobus obesus Olliff, 1886
- Polylobus palenicola Pace, 2000
- Polylobus pallidipennis (W.J. MacLeay, 1871)
- Polylobus parvicornis Fauvel, 1878
- Polylobus parvus Scheerpeltz, 1972
- Polylobus patagonicus (Scheerpeltz, 1972)
- Polylobus peckorum Pace, 2000
- Polylobus piceosobrinus Lea, 1912
- Polylobus quadratipennis Lea, 1912
- Polylobus semiopacus Lea, 1910
- Polylobus sodalis Olliff, 1886
- Polylobus sternalis (Broun, 1880)
- Polylobus stigma (Erichson, 1839)
- Polylobus tasmanicus Olliff, 1886
- Polylobus tescorum Pace, 2000
- Polylobus thaxteri Fenyes, 1921
- Polylobus thermarum Pace, 2000
- Polylobus transversidorsum (Scheerpeltz, 1972)
- Polylobus triangulum Pace, 2000
- Polylobus turgidicornis (Scheerpeltz, 1972)
- Polylobus uhligi Pace, 1987
- Polylobus usitatus Olliff, 1886
- Polylobus vagans Pace, 2000
- Polylobus valdivianus Pace, 2000
- Polylobus valparaisensis Pace, 2000
- Polylobus varius Fauvel, 1866
- Polylobus velox Pace, 2000
- Polylobus zanettii Pace, 2015